# Roll It
Roll It Gal (auch bekannt als Roll It) ist ein Lied, das von Shontelle Layne und Sheldon Benjamin geschrieben wurde. Es enthält ein Sample von Benjamins Big Love. Das Lied wurde ursprünglich von der karibischen Soca-Sängerin Alison Hinds aufgenommen und erschien auf ihrem Debütalbum Soca Queen. Das Lied veröffentlichte Hinds 2005 in Barbados und 2007 im Vereinigten Königreich. Zusätzlich drehte sie noch ein Musikvideo. Hinds’ ursprüngliche Version wurde ein Nummer-eins-Hit in Barbados, Trinidad und Tobago und in der ganzen Karibik.
Im Jahr 2007 veröffentlichte J-Status mit Rihanna und Shontelle Roll It in einigen europäischen Ländern. Roll It erschien auf dem Album The Beginning. Shontelle beteiligte sich bei beiden Versionen der Lieder als Songwriterin. Das Lied handelt von Frauenpower und sexuellen Themen.

## J-Status’ Version
| ChartsChartplatzierungen | Höchstplatzierung | Wochen |
| ------------------------ | ----------------- | ------ |
| Deutschland (GfK)        | 33 (9 Wo.)        | 9      |
| Schweiz (IFPI)           | 89 (2 Wo.)        | 2      |

## Shontelles Version
Im Jahr 2007 nahm Shontelle schließlich noch ihre eigene Version von Roll It auf, welche später auf ihrem Debütalbum Shontelligence erschien.
Shontelles Version wurde am 14. August 2007 nur zum Download zur Verfügung gestellt, Shontelle wollte das STtück nicht als offizielle Single veröffentlichen. Shontelle nannte das Lied für die Downloadveröffentlichung in Roll um, aber auf dem Album wurde das Stück mit dem Titel Roll It veröffentlicht. Für ihre Version schrieb Shontelle den Liedtext nochmal neu und behandelt andere Themen.